# Andrena mephistophelica
Andrena mephistophelica är en biart som beskrevs av Cameron 1897. Andrena mephistophelica ingår i släktet sandbin, och familjen grävbin. Inga underarter finns listade i Catalogue of Life.